# Twisted Metal: Black
Twisted Metal: Black (souvent abrégé en TM:B) est le premier épisode sur PlayStation 2 de la série de jeux de combat motorisé Twisted Metal. Il est développé par Incognito Entertainment et publié par Sony Computer Entertainment.
Une variante uniquement multijoueur en ligne, Twisted Metal: Black Online (abrégé en TM:BO), a été publiée par la suite et mise à disposition gratuitement pour les acheteurs de l'adaptateur réseau de la PS2.
Ces deux jeux ont été réédités par Sony dans la collection « Greatest Hits ».

## Résumé
Le concept de Twisted Metal: Black est celui d'un Demolition Derby utilisant des projectiles balistiques. Le joueur choisit un véhicule et une arène — ou une série d'arènes en mode scénario — pour affronter les conducteurs adverses. Diverses armes et d'autres bonus peuvent être ramassés à travers les arènes. Le dernier en vie gagne le jeu.
Le principe de l'histoire est le même que dans les précédents épisodes de Twisted Metal : chaque participant a un souhait qu'il veut voir réalisé, et Calypso, l'organisateur du tournoi Twisted Metal, promet de l'accorder au gagnant, donc au dernier survivant, du tournoi. Dans Twisted Metal: Black, les personnages n'ont rien à perdre, et prennent les commandes de véhicules adaptés à leurs goûts, décidés à se battre à mort pour que Calypso leur accorde leur souhait.
Calypso est en fait maléfique et cherche à encourager le mal. Ainsi, les personnages qui veulent faire le mal voient leurs souhaits exaucés au-delà de leurs espoirs, tandis que ceux qui ont des objectifs plus nobles voient Calypso s'amuser à leurs dépens.

## Histoire
Après le mauvais accueil réservé par les fans à Twisted Metal III et Twisted Metal 4, les épisodes développés par 989 Studios, Sony voulut revenir aux origines de la série pour son premier épisode sur PlayStation 2. Pour cela, ils confièrent la franchise Twisted Metal à la nouvelle société Incognito Entertainment, fondée par d'anciens membres de SingleTrac (la société ayant développé les premiers épisodes de Twisted Metal) et où travaillaient plusieurs des principaux développeurs de Twisted Metal et Twisted Metal 2.
Cependant, contrairement à l'ambiance relativement légère et humoristique des deux premiers épisodes, Twisted Metal: Black est un jeu à l'ambiance très sombre, où tous les personnages sont complètement fous (l'histoire commence d'ailleurs dans un asile). En même temps, le gameplay est basé sur le moteur de jeu original développé par SingleTrac, ce qui le rend intuitif, mais il peut aussi devenir complexe, surtout quand on prend en compte les « attaques énergétiques ».
À cause de l'aspect glauque de son ambiance et des histoires des personnages, Twisted Metal: Black est le premier jeu de la série à être noté Mature (17 ans et plus) par l'Entertainment Software Rating Board, les autres épisodes étant notés Teen (13 ans et plus). De même, le jeu est noté 16+ par le Pan European Game Information alors que les autres épisodes sont notés 12+.

## Contenu retiré
Au cours du développement, du contenu a été retiré du produit final. Thumper devait faire partie des véhicules jouables, mais les développeurs ne l'inclurent finalement pas, considérant que ce personnage n'allait pas avec l'histoire de Twisted Metal: Black. Warhawk devait également faire partie des véhicules jouables, mais il fut abandonné faute de temps.
La version PAL a souffert du retrait de toutes les cinématiques ; selon des rumeurs, c'était en réponse aux attaques terroristes du 11 septembre 2001. À cause de l'absence de ces cinématiques, le jeu a reçu de moins bonnes critiques dans les zones PAL.

## Personnages
Twisted Metal: Black permet de sélectionner de nouveaux personnages et des personnages des épisodes précédents, ces derniers se présentant parfois sous une forme très différente de celle qu'ils avaient dans les deux premiers épisodes.

### Personnages jouables en début de partie
| Nom du véhicule | Type de véhicule                                               | Nom du conducteur            | Histoire du conducteur                                                                            |
| --------------- | -------------------------------------------------------------- | ---------------------------- | ------------------------------------------------------------------------------------------------- |
| Brimstone       | El Camino blanche                                              | Preacher                     | Un pasteur évangéliste rejeté par l'église.                                                       |
| Crazy 8         | Coccinelle trafiquée                                           | Frank « No-Face » McCutcheon | Un ancien boxeur défiguré.                                                                        |
| Darkside        | Semi-remorque noir avec une voiture de police enchaînée dessus | Dollface                     | L'ancienne assistante d'un fabricant de masques, elle veut retirer le masque fixé sur son visage. |
| Junkyard Dog    | Dépanneuse                                                     | Billy Ray Stillwell          | Un fermier redneck en quête de vengeance.                                                         |
| Mr. Grimm       | Moto blindée                                                   | Mr. Grimm                    | Un vétéran cannibale de la guerre du Viêt Nam.                                                    |
| Outlaw          | Fourgon des SWAT                                               | Agent Stone                  | Un ancien sniper des SWAT qui veut réparer l'erreur qu'il a autrefois commise en mission.         |
| Roadkill        | Voiture verte de récupération                                  | John Doe                     | Un amnésique ayant apparemment eu un passé violent, qui veut retrouver la mémoire.                |
| Shadow          | Corbillard lavande                                             | Raven                        | Une lycéenne gothique qui veut venger la mort de son amie Kelly.                                  |
| Spectre         | Corvette bleue                                                 | Bloody Mary                  | Une demoiselle d'honneur en mal d'amour qui cherche l'homme idéal.                                |
| Sweet Tooth     | Camion de glaces                                               | Needles « Sweet Tooth » Kane | Un clown psychotique qui veut se débarrasser d'une malédiction.                                   |

### Personnages déverrouillables
| Nom du véhicule | Type de véhicule                | Nom du conducteur        | Histoire du conducteur                                                                               |
| --------------- | ------------------------------- | ------------------------ | --- |
| Axel            | Engin de torture sur roues      | Axel                     | Il se torture pour avoir laissé tuer sa femme, et cherche son meurtrier.                             |
| Yellow Jacket   | Taxi jaune                      | Charlie Kane et son fils | Le petit frère de Sweet Tooth contrôle son père mort-vivant. Il veut « que les choses s'arrangent ». |
| Warthog         | Break équipé d'un lance-flammes | Cage                     | Un tueur en série qui pleure à chacun de ses meurtres.                                               |
| Manslaughter    | Camion-poubelle                 | Black                    | Un homme mystérieux qui veut la mort de Calypso.                                                     |
| Minion          | Camion-citerne                  | Marcus Kane              | Le vainqueur du tournoi précédent.                                                                   |

Le dernier boss du jeu, Warhawk, est indisponible en jeu normal.

## Accueil
| Publication               | Score          |
| ------------------------- | -------------- |
| Edge                      | 6 sur 10       |
| Gaming Age                | A-             |
| Game Revolution           | A-             |
| GameSpot                  | 9,5 sur 10     |
| IGN                       | 9,6 sur 10     |
| Compilations de critiques |                |
| GameRankings              | 88 % (64 avis) |
| Metacritic                | 91 % (15 avis) |

Twisted Metal: Black a reçu des avis très positifs de nombreuses publications. GameSpot lui a attribué une note de 9,5 sur 10 et IGN une note de 9,6 sur 10. Dans le classement Best and Worst of 2001 (les tops et les flops de 2001) de GameSpot, le jeu a été nommé pour le titre de meilleur jeu de tir, et il est arrivé neuvième dans la catégorie « jeu de l'année ».
Certains fans des premiers épisodes n'ont pas aimé Twisted Metal: Black, à cause de son atmosphère plus sombre et du changement radical d'apparence de Calypso.

## Suite jamais publiée
Il était prévu que Twisted Metal: Black ait une suite intitulé Twisted Metal: Black Harbor City, mais cela n'a jamais été annoncé officiellement. Le projet a été finalement abandonné. Dans Twisted Metal: Head-On, il est expliqué que 6 des principaux développeurs de Twisted Metal: Black Harbor City sont morts dans un accident d'avion. Quatre niveaux complets avaient été développés pour ce jeu ; ils se trouvent dans la version PlayStation 2 de Twisted Metal: Head-On sous le nom de Twisted Metal: Lost.